# Zelanti
 (décembre 2017).
Si vous disposez d'ouvrages ou d'articles de référence ou si vous connaissez des sites web de qualité traitant du thème abordé ici, merci de compléter l'article en donnant les références utiles à sa vérifiabilité et en les liant à la section « Notes et références ».
Les Zelanti (zelɑ̃ti) sont les cardinaux conservateurs et les prélats de l'Église catholique qui défendaient à Rome, du XVIIe siècle au XIXe siècle, de manière intransigeante, les prérogatives du Saint-Siège.

## Origine du terme
Mot italien utilisé depuis le XIIIe siècle, zelanti est issu du bas-latin zelare qui signifie « agir avec zèle », « avoir du zèle pour, aimer, s'emporter de zèle pour », (en particulier en parlant de Dieu), « avoir un soin jaloux ». Littéralement, zelanti signifie « les [partisans] zélés ».

## Connotation
La connotation du terme a beaucoup évolué au travers des siècles. 
Dans sa signification originelle, au XIIIe siècle les zelanti étaient les Franciscains opposés à tout changement ou assouplissement des Règles formulée par saint François d'Assise en 1221 et 1223. Très exigeantes, ces règles obligent les frères de l'Ordre à faire le vœu de pauvreté, d'humilité, et à adopter un équilibre entre la contemplation et l'action ainsi que des missions chez les païens et autres infidèles. Leur adoption divise les membres du clergé en deux branches : les Zelanti, ou spirituels d'une part, et les Relaxati, connus plus tard sous le nom de Conventuels, de l'autre. L'origine des Fraticelli et les raisons de leur expansion à l'intérieur et à l'extérieur de l'ordre des Franciscains se trouve dans l'histoire des zelanti ou « spirituels ». 
Au XVIIIe siècle, les zelanti sont les partisans des jésuites dans la lutte et les intrigues politiques qui aboutissent à la suppression de la Compagnie de Jésus par le pape Clément XIV en 1773. Lors du conclave de 1769, le Collège des cardinaux est divisé en deux camps: les zelanti en faveur de la Curie et des jésuites d'une part, et un camp plus proche des souverains séculier et opposés aux jésuites. Parmi les zelanti figurent un certain nombre de cardinaux italiens issus de la Curie et opposés à l'influence séculière sur le gouvernement de l’Église. Cependant, le parti des zelanti n'était pas homogène et il était parcouru de courants « modérés » et « radicaux ».
Pendant le pontificat de Pie VII, les zelanti étaient les cardinaux les plus radicaux et réactionnaires, opposés au politicani. Ils voulaient que le gouvernement de l’Église soit hautement centralisé et s'opposaient de manière véhémente aux réformes et au processus de sécularisation issu de la Révolution française que les plus libéraux voulaient étendre aux États pontificaux. Les politicani, bien que non libéraux, étaient bien plus modérés et favorisaient une approche conciliatoire dans le traitement des problèmes liés aux nouvelles idéologies apparues avec la révolution industrielle, au début du XIXe siècle. Les zelanti et les modérés s'opposèrent à nouveau lors du conclave de 1823 et du conclave de 1829.

## Littérature
- « Le cardinal de Gregorio serait un pape convenable. Quoique rangé au nombre des zelanti, il n'est pas sans modération »

François-René de Chateaubriand, Mémoires d'outre-tombe, t. 3, 1848, p. 489.
- « La prévoyance humaine est souvent trompée ; souvent un homme change en arrivant au pouvoir ; le zelante cardinal Della Genga a été le pape conciliant Léon XII »

François-René de Chateaubriand, Mémoires d'outre-tombe, t. 3, 1848, p.490
- « Le bruit de tout ce qui se passait à Castro parvint rapidement aux oreilles du terrible cardinal Farnèse (il se donnait ce caractère depuis quelques années, parce qu'il espérait, dans le prochain conclave, avoir l'appui des cardinaux zelanti). »

Stendhal, Abbesse Castro, 1839, p.227